# Faruk al Egiptului

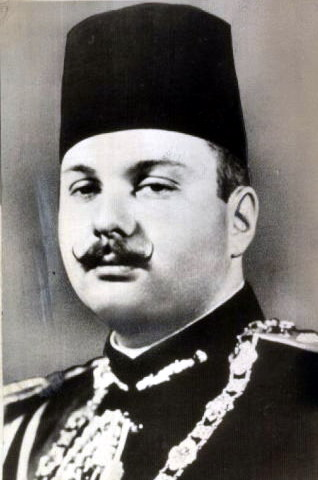
Faruk al Egiptului

Regele Faruk I al Egiptului (arabă فاروق الأول Fārūq al-Awwal; n. 11 februarie 1920 – d. 18 martie 1965), a fost al zecelea conducător al dinastiei Muhammad Ali și penultimul rege al Egiptului și al Sudanului.

## Biografie
Faruk I i-a succedat tatălui său, Fuad I al Egiptului, în 1936. După înlăturarea sa de către Faud al II-lea al Egiptului, în 1952, s-a exilat în Italia, unde a murit în 1965.
Sora sa, Prințesa Fawzia Fuad, a fost prima soție și regină consort a Șahului Mohammad Reza Pahlavi.